# Hypodematium glandulosum
Hypodematium glandulosum là một loài thực vật có mạch trong họ Woodsiaceae. Loài này được Ching ex K.H. Shing miêu tả khoa học đầu tiên năm 1999.